# 1918 en chimie
Cet article présente les faits marquants de l'année 1918 en chimie.

## Évènements
- Protactinium 231 découvert par Hahn et Meitner[1].
- Karl Wilhelm Rosenmund découvre la réduction de Rosenmund[2], qui est une réaction chimique dans laquelle un chlorure d'acyle est réduit par du dihydrogène en l'aldéhyde correspondant.

## Prix
- Prix Nobel de chimie : Fritz Haber pour la synthèse de l'ammoniac à partir de ses éléments[3],[4].
- Médaille Davy : Frederic Kipping sur la base de ses études dans le groupe du camphre et des dérivés organiques de l'azote et du silicium[5],[6].
- Médaille William-H.-Nichols : Treat Baldwin Johnson[7]

## Naissances
- 23 janvier : Gertrude Elion (morte en 1999), pharmacologue et biochimiste américaine, prix Nobel de physiologie ou médecine en 1988.
- 6 juin : Edwin G. Krebs (mort en 2009), biochimiste américain, prix Nobel de physiologie ou médecine en 1992.
- 18 juin : Jerome Karle (mort en 2013), chimiste américain, prix Nobel de chimie en 1985.
- 31 juillet[8] : Paul D. Boyer (mort en 2018), biochimiste américain et lauréat du prix Nobel de chimie de 1997[3],[9].
- 3 août : Sidney Gottlieb (mort en 1999), psychiatre militaire et chimiste de l'armée américaine.
- 13 août : Frederick Sanger (mort en 2013), biochimiste anglais, prix Nobel de chimie en 1958 et en 1980.
- 22 août[10] : Martin Pope (mort en 2022), chimiste et professeur américain.
- 8 septembre : Derek Harold Richard Barton (mort en 1998), chimiste britannique, prix Nobel de chimie en 1969.
- 24 septembre : Michael J. S. Dewar (mort en 1997), chimiste théorique britannique.
- 4 octobre : Ken'ichi Fukui (mort en 1998), chimiste japonais.
- 8 octobre : Jens Christian Skou (mort en 2018), médecin et biophysicien danois, prix Nobel de chimie en 1997.
- 10 novembre : Ernst Otto Fischer (mort en 2007), chimiste allemand, prix Nobel de chimie en 1973.

## Décès
- 6 décembre : Alexandre Dianin (né en 1851), chimiste russe.
- Alphonse Buisine (né en 1856), chimiste français.